# Şevket Candar
Şevket Candar (* 6. Januar 1966 in Schumen) ist ein ehemaliger türkischer-bulgarisch Fußballspieler und heutiger -trainer.

## Sportliche Karriere
```
In seiner ersten Saison für Galatasaray kam Candar zu 18 Ligaspielen und erzielte drei Tore. In seinem zweiten Jahr für die 
Gelb-Roten
 wurde er mit seinen Mannschaftskollegen türkischer Meister und Pokalsieger.
```

Im Sommer 1993 verließ der Stürmer Galatasaray und wurde Spieler von MKE Ankaragücü. Nach bereits einer Spielzeit verließ er Ankaragücü und spielte fortan für Petrol Ofisi SK. Die Saison 1994/95 beendete Candar mit Petrol Ofisi auf dem vorletzten Platz. Candar ging nach dieser Saison zu Denizlispor. Bei Denizlispor stand er drei Jahre unter Vertrag und war von Januar 1998 bis Mai 1998 an Siirtspor ausgeliehen.
Seine letzten aktiven Jahre spielte er für Zeytinburnuspor, Erdemir Ereğlispor und Kartal Belediyespor.

## Trainerkarriere
Fünf Jahre nach seinem Karriereende wurde Candar im Sommer 2006 Co-Trainer bei seinem ehemaligen Verein MKE Ankaragücü. 2011 bekam er seinen ersten und bislang letzten Cheftrainerjob bei Lüleburgazspor in der 4. Liga. Nach sechs Spieltagen wurde sein Vertrag aufgelöst. Von Oktober 2012 bis Juni 2013 war Candar, Verantwortlicher der Jugend von Silivrispor. Danach wurde der ehemalige Stürmer erneut Co-Trainer für Nazilli Belediyespor, Eyüpspor und Tarsus İdman Yurdu.

## Erfolge
Galatasaray Istanbul
- Türkischer Meister: 1993
- Türkischer Fußballpokal: 1993